# 于丹庄子心得
于丹庄子心得，2007年2月1日由中国民主法治出版社出版的书籍，作者为北京师范大学教授于丹。

## 引言
|  | 独与天地精神往来。 |

## 内容
该书由于丹教授在百家讲坛的讲稿提简精练而成，对二千多年前的《庄子》进行现代汉语的诠释和解读。

## 作者简介
于丹，是中国古代文学硕士，影视学博士，北京师范大学艺术与传媒学院院长助理、影视传媒系系主任，硕士生导师。

## 章节
全书分为10章：
- 庄子何其人
- 境界有大小
- 感悟与超越
- 认识你自己
- 总有路可走
- 谈笑论生死
- 坚持与顺应
- 本性与悟性
- 心态与状态
- 大道与自然

书尾附录《庄子》原文。

## 外部連結
- 《于丹〈庄子〉心得》遭遇猖狂盗版[]